# Tecticeps marginalis
Tecticeps marginalis är en kräftdjursart som beskrevs av Gurjanova 1935. Tecticeps marginalis ingår i släktet Tecticeps och familjen Tecticipitidae. Inga underarter finns listade i Catalogue of Life.